# Unité urbaine de Fumel
L'unité urbaine de Fumel est une unité urbaine française centrée sur les villes de Fumel et Montayral dans le nord-est du département de Lot-et-Garonne.

## Données générales
Dans le zonage réalisé par l'Insee en 2010, l'unité urbaine de Fumel était composée de cinq communes.
Dans le nouveau zonage réalisé en 2020, elle est composée de sept communes, les communes de Cuzorn et Saint-Georges ayant été ajoutées au périmètre.
En 2022, avec 12 851 habitants, elle représente la 4e unité urbaine du département de Lot-et-Garonne.

## Composition de l'unité urbaine en 2020
Elle est composée des sept communes suivantes :
| Nom              | Code Insee | Département    | Statut       | Superficie (km2) | Population (dernière pop. légale) | Densité (hab./km2) | Modifier                                    |
| ---------------- | ---------- | -------------- | ------------ | ---------------- | --------------------------------- | ------------------ | ------------------------------------------- |
| Fumel            | 47106      | Lot-et-Garonne | ville-centre | 22,66            | 4 696 (2022)                      | 207                | modifier les données · modifier les données |
| Montayral        | 47185      | Lot-et-Garonne | ville-centre | 24,54            | 2 667 (2022)                      | 109                | modifier les données · modifier les données |
| Condezaygues     | 47070      | Lot-et-Garonne | banlieue     | 10,81            | 837 (2022)                        | 77                 | modifier les données · modifier les données |
| Cuzorn           | 47077      | Lot-et-Garonne | banlieue     | 23,34            | 850 (2022)                        | 36                 | modifier les données · modifier les données |
| Monsempron-Libos | 47179      | Lot-et-Garonne | banlieue     | 9,05             | 2 104 (2022)                      | 232                | modifier les données · modifier les données |
| Saint-Georges    | 47328      | Lot-et-Garonne | banlieue     | 15,96            | 510 (2022)                        | 32                 | modifier les données · modifier les données |
| Saint-Vite       | 47283      | Lot-et-Garonne | banlieue     | 5,47             | 1 187 (2022)                      | 217                | modifier les données · modifier les données |

## Évolution démographique 2020
L'évolution démographique ci-dessous concerne l'unité urbaine selon le périmètre défini en 2020.
| 1968   | 1975   | 1982   | 1990   | 1999   | 2008   | 2013   | 2020   |
| ------ | ------ | ------ | ------ | ------ | ------ | ------ | ------ |
| 15 169 | 16 360 | 16 164 | 15 162 | 13 993 | 13 730 | 13 466 | 12 839 |

## Évolution démographique 2010
L'évolution démographique ci-dessous concerne l'unité urbaine selon le périmètre défini en 2010.
| 1968   | 1975   | 1982   | 1990   | 1999   | 2009   | 2012   | 2014   | 2016   | - |
| ------ | ------ | ------ | ------ | ------ | ------ | ------ | ------ | ------ | - |
| 13 847 | 15 044 | 14 779 | 13 689 | 12 562 | 12 253 | 12 105 | 11 883 | 11 656 | - |

#### Données générales
- Unité urbaine
- Aire d'attraction d'une ville
- Aire urbaine (France)
- Liste des unités urbaines de France

#### Données démographiques en rapport avec l'unité urbaine de Fumel
- Aire d'attraction de Fumel
- Arrondissement de Villeneuve-sur-Lot

#### Données démographiques en rapport avec le Lot-et-Garonne
- Démographie du Lot-et-Garonne